# Реховот
Рехо́вот (ивр. רחובות‎) — город в Центральном округе Израиля, в 20 км к юго-востоку от Тель-Авива.

## История
Основан в 1890 году выходцами из Польши, в основном из Варшавы, как сельскохозяйственное поселение, независимое от барона Ротшильда, рядом с местом, называемым Хирбат Дейран, в настоящее время данное место находится в самом центре городской застройки. Организаторы были объединены в общество «Менуха́ ве-нахала́» («Покой и удел» — Втор. 12:9). Поселение было названо в честь колодца, выкопанного Исааком (в русском переводе Библии — Реховоф, «широкие просторы»):
И он двинулся отсюда и выкопал иной колодезь, о котором уже не спорили, и нарек ему имя: Реховоф, ибо, сказал он, теперь Господь дал нам пространное место, и мы размножимся на земле. — Быт. 26:22
В 1950 году получил статус города.

### Ранняя история поселений
Археологические изыскания в районе Реховота показывают, что постоянные поселения в данном месте существовали уже в греческую, римскую и византийскую эпохи, и достигли своего популяционного максимума, растянувшись на 60 дунамов (600 соток) во времена раннего исламского владычества. Также обнаруживаются свидетельства еврейского и, позднее, самаритянского военного присутствия во времена римлян и византийцев. В 1939 году Хирбет Дейран был идентифицирован Кляйном как Керем Дорон («виноградник Дорон»), место, упоминаемое в иерусалимском Талмуде (Peah 7,4), однако Фишер высказывается против такого отождествления, говоря, что для того «нет никаких особых причин», в то время, как Кальмин не уверен даже в том, является ли Дорон местом, или личностью.

### Основание современного поселения

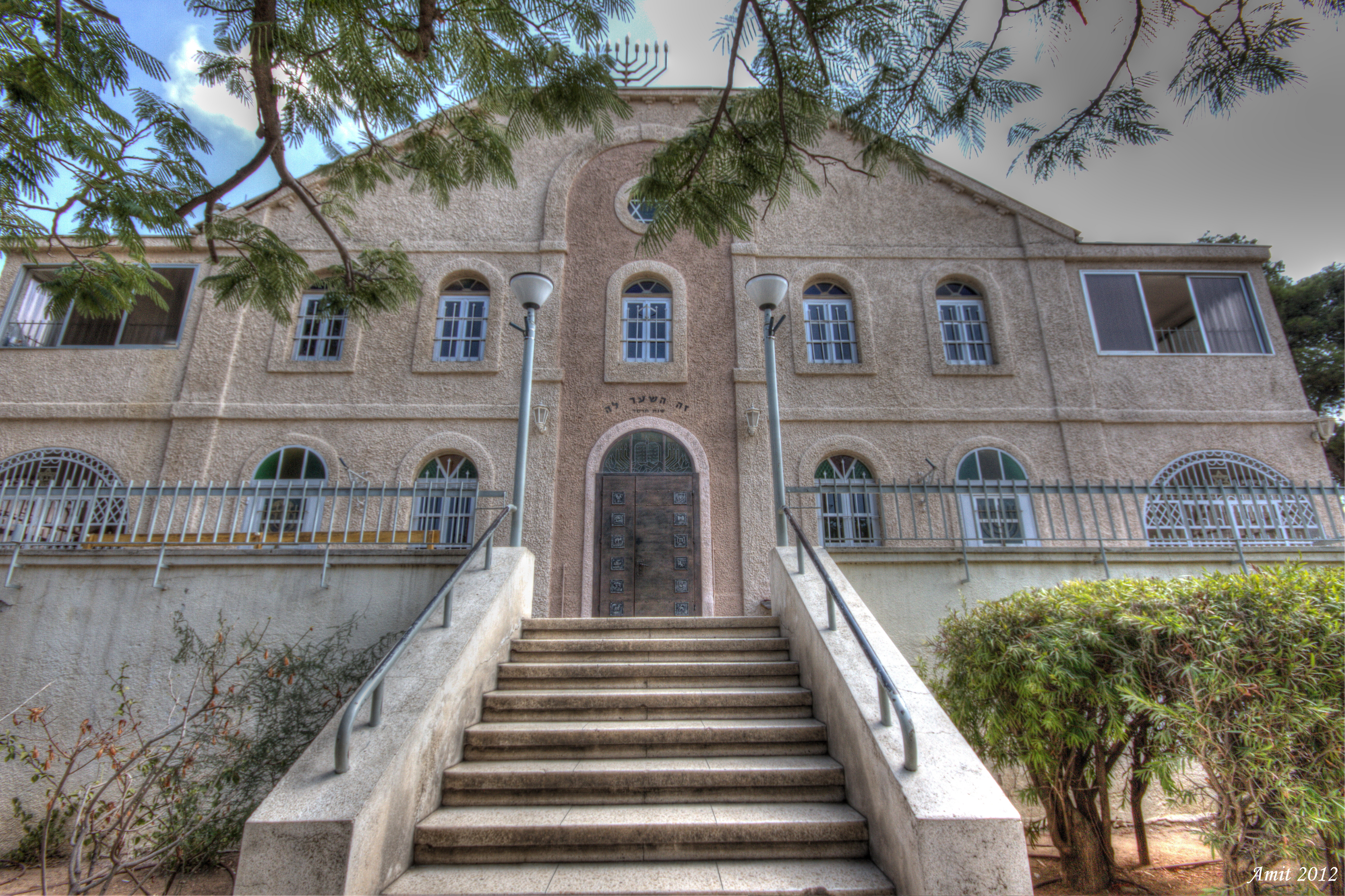
Центральная синагога

Реховотская мошава была основана как часть вереницы сельскохозяйственных общин побережья Средиземного моря польскими евреями, ищущими возможности поселиться независимо от воли барона Ротшильда. Земля была приобретена обществом Менуха Венахала, организацией в Варшаве, собирающей деньги для еврейских поселений в Палестине.
В то время Палестина входила в состав Османской империи и та часть земли, которая в будущем стала Реховотом, была населена арабами, занимающимися сельским хозяйством.

## Население
По данным Центрального статистического бюро Израиля, население на начало 2020 года составляло 143 904 человека.
Среднемесячная заработная плата сотрудника в течение 2019 года составила 10 187 шекелей (в среднем по стране: 9745 шекелей).

## Известные уроженцы, жители
В Реховоте жила и скончалась Элизабет Бойко, новатор в использовании солёной воды для орошения пустынных растений в Израиле.

## Инфраструктура

### Образование и наука
В городе расположен крупный исследовательский институт естественных наук имени Вейцмана, а также сельскохозяйственный и ветеринарный факультеты Еврейского университета. В 1990-х годах построена промышленная зона предприятий высоких технологий. В городе также издаются несколько международных профильных научных журналов.